# Emery Lehman
Emery Chance Lehman (Chicago, 13 giugno 1996) è un pattinatore di velocità su ghiaccio statunitense.

## Palmarès

### Olimpiadi
- 1 medaglie:
  - 1 bronzo (inseguimento a squadre a Pechino 2022)[1]